# Marinette Mathieu
Pour les articles homonymes, voir Mathieu.
Marinette Mathieu (née le 22 novembre 1903 à Clermont-Ferrand et morte le 21 février 2002 à Tours) est une artiste-peintre et plasticienne française.

## Biographie
Née à Clermont-Ferrand en 1903 et apparentée au mouvement pictural de l'Abstraction lyrique ainsi qu'à l'École de Paris, elle a nettement subi l'influence stylistique du peintre Roger Bissière, dans l'atelier duquel elle a été formée. Elle a notamment eu pour élèves les plasticiennes Clo Baril, Catherine Barthélémy et Michèle Irailau. Elle est décédée à Tours en 2002.

## Expositions
- 1936 : Champs Elysées, Paris
- 1970, 1985 : Domus Medica, Tours ; Davidson, Paris

## Rétrospective
- 1997 : Musée des Beaux-arts, Tours

## Musées
- Musée d'art Roger-Quilliot, MARQ, Clermont-Ferrand
- Musée des beaux-arts, palais des archevêques, Tours